# Directiva del retorno
La directiva del retorno 2008/115/CE es una directiva de la Unión Europea sobre inmigración ilegal que -según el eurodiputado Manfred Weber, ponente en el Parlamento Europeo- supone el primer paso adelante hacia una política común de inmigración en la Unión Europea. Ha de transponerse en los ordenamientos jurídicos de los Estados miembros lo más tardar el 24 de diciembre de 2011.
La directiva fue presentada por la Comisión Europea en 2005 y aprobada por el Parlamento 3 años más tarde, tras largas negociaciones con el Consejo. Según una interpretación, la aprobación se realizó durante un contexto europeo de deriva a la derecha (posturas conservadoras y liberales) de los gobiernos nacionales europeos así como de ralentización económica (con crisis hipotecarias, bursátiles, inmobiliarias, escalada del petróleo) que están produciendo un aumento del paro en la población europea.

## Contenido
Las directivas de la Unión Europea consiste en una serie de normas que los Estados miembros deben incluir en sus legislaciones aunque cada gobierno nacional puede decidir de que forma aplicará la directiva, por ejemplo fijando los límites dentro de los intervalos que la directiva permite.

Los Estados deberán legalizar a los inmigrantes o pedirles que se vayan, para lo que se dará un periodo de salida mínimo de 7 días. Si no se van, tendrán que expulsarlos, pero con garantías jurídicas y primando los intereses del menor y las familias. La retención se limita a un máximo de 6 meses, que puede extenderse en ciertos casos hasta 12 meses más. Además, los países de la UE tendrán que proporcionar asistencia legal a los inmigrantes sin recursos, en función de las distintas legislaciones nacionales.
Notas de prensa del Parlamento

La directiva del retorno incluye, entre otras, las siguientes medidas.

Retorno
La directiva pretende promover el concepto "retorno voluntario" de los inmigrantes ilegales. Esto consiste en que la persona indocumentada recibe la orden de retorno y deberá abandonar "voluntariamente" el territorio de la unión. Los países pueden elegir el plazo máximo para el "retorno voluntario" en un intervalo de entre 7 y 30 días.
Este concepto ya había sido postulado por algunos partidos de extrema derecha como el Partido Nacional Británico.
Retención
Transcurrido el plazo llamado de "retorno voluntario", las autoridades podrán dictar "orden de internamiento temporal", traslado a centros de retención donde pueden estar internados un máximo 6 meses que se pueden ampliar a 12 más (18 meses en total) si el inmigrante o el país de origen no cooperan en la repatriación.
Puesto que cada país tenía distintos tiempos máximos de detención (algunos países ni siquiera tenían legislado), por ejemplo España tenía 40 días de retención como máximo y Francia 30. Puesto que la directiva limita el máximo los países que tenían plazos inferiores pueden mantenerlos o ampliarlos hasta los 18 meses.
Orden de internamiento
Podrá ser dictada por una autoridad judicial o administrativa en el caso de que "haya argumentos fundados para creer que hay riesgo de fuga y no sea suficiente aplicar medidas menos coercitivas". Si la orden de retención la da una autoridad administrativa, el inmigrante puede pedir un proceso judicial que revise la legalidad de la orden.
Los países deberán proporcionar asistencia legal gratuita a los indocumentados. La directiva dice que se deben establecer garantías para evitar las expulsiones arbitrarias o colectivas.
Prohibición de reingreso
Si el inmigrante es expulsado no podrá volver a ningún país de la Unión Europea durante un plazo máximo de 5 años. Las órdenes de retorno voluntario que no se respeten implicarán la prohibición de volver a la UE. Si se produce el retorno voluntario tendría facilidades para el reingreso y el país podría analizar individualmente el caso para levantar la prohibición de reentrada.
Excepción
En situaciones en que la cantidad de inmigrantes rebase la capacidad de los centros de internamiento de un país, el Estado podrá alargar el plazo de control judicial y rebajar las condiciones de internamiento.
Menores
Los menores, solos o acompañados, también pueden ser repatriados si su familia o un centro de acogida les reciban en su llegada.
Persecución
Los Estados miembros no podrán repatriar a nadie cuya vida o libertad puedan estar amenazadas en su país de origen.

## Procedimiento

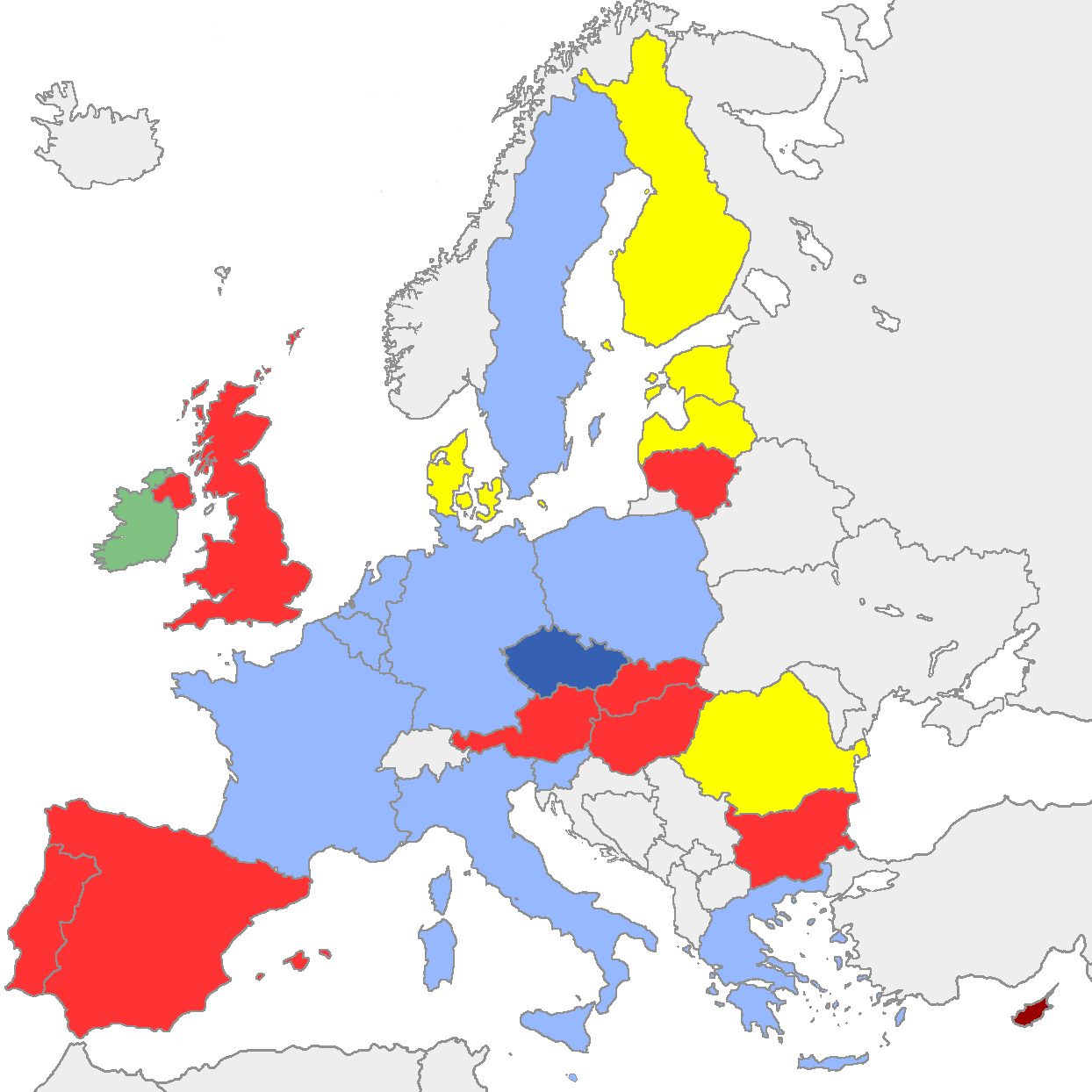
La directiva del retorno se da en un momento de predominio de gobiernos europeos "de derechas". En la imagen, en celeste, conservadores; en rojo, socialdemócratas; en amarillo, liberales; en verde, Irlanda, nacionalistas; marino, Chequia, atlantismo y en carmín, Chipre, comunistas.

El proceso de redacción duró tres años debido a los distintos puntos de vista de los Estados miembros. A septiembre de 2007 la comisión de Libertades Civiles de la Eurocámara emitió el informe de Manfred Weber (PPE-DE) que decía retención hasta tres meses, ante los seis, ampliables a 18, que la Comisión Europea había presentado.
La directiva fue aprobada por el Parlamento Europeo el 18 de junio de 2008 sin ninguna de las enmiendas propuestas. El texto fue aprobado con el apoyo parlamentario del Partido Popular Europeo, de los liberales y de los nacionalistas (369 a favor) y contó con el rechazo del Partido Socialista Europeo (197 en contra), además de 106 abstenciones. La propuesta de rechazar el texto entero de los verdes e izquierda contó con la oposición de 538 diputados frente a 114. También se rechazaron las enmiendas propuestas por los socialistas.
Los Estados miembros tendrán que ajustar sus leyes nacionales a la directiva en un periodo máximo de dos años.

## Crítica
Además de la oposición que la Directiva del Retorno encontró en el Parlamento Europeo, esta ha sido criticada dentro de la Unión por intelectuales y grupos de ONG y fuera han mostrado su rechazo el Mercosur, la Comunidad Andina de Naciones y la Unasur, así como las organizaciones católicas Cáritas de América Latina y el Caribe.